# NGC 971
NGC 971 – gwiazda o jasności 15,8m znajdująca się w gwiazdozbiorze Trójkąta. Skatalogował ją Bindon Stoney (asystent Williama Parsonsa) 14 września 1850 roku, błędnie sądząc, że to obiekt typu „mgławicowego”. Niektóre źródła jako NGC 971 błędnie identyfikują znajdującą się w pobliżu galaktykę J023410.7+325832 o jasności obserwowanej 17m, widoczną tuż obok galaktyki NGC 970, jednak pomiary oraz diagram wykonany przez Parsonsa jednoznacznie wskazują na gwiazdę.